# Hans-Eberhard Zahn
Hans-Eberhard Zahn (* 28. Juni 1928 in Stettin; † 29. August 2013 in Berlin) war ein deutscher Psychologe und Hochschullehrer. Er war sieben Jahre lang unschuldig politischer Häftling der DDR-Diktatur.

## Leben
Hans-Eberhard Zahn wurde 1928 in Stettin geboren. Nach dem Zweiten Weltkrieg begann er an der Freien Universität (FU), die 1948 als Reaktion auf die politische Gleichschaltung der Berliner Universität Unter den Linden von Studenten und Professoren in West-Berlin gegründet worden war, ein Studium der Psychologie und Philosophie.
Zahn unterstützte als AStA-Referent notleidende Verwandte von FU-Studenten in der sowjetisch besetzten Zone. Er sammelte dazu einige Helfer um sich, die in Ost-Berlin jeweils kleinere Einzahlungen vornahmen.

### Verhaftung
Am 14. November 1953 erschien Zahn auf seinem West-Motorroller am Haus eines Kommilitonen im Ost-Berliner Stadtteil Johannisthal, um ihm Geld und Einzahlungslisten zu überbringen. Dort kontrollierte ihn ein Festnahmekommando der Verwaltung Groß-Berlin der Staatssicherheit, das kurz zuvor den Freund wegen Spionageverdacht verhaftet hatte. Es fand in Zahns Aktentasche 67.000 DM-Ost und eine Liste mit Ost-Berliner Adressen. Das Geld stammte von Kommilitonen, die damit ihre Verwandtschaft im Osten unterstützen wollten und sich zu einem kleinen Wohltätigkeitsverband zusammengeschlossen hatten. Das Geld sollte auf einem Ost-Berliner Postamt an die Adressen der Verwandten überwiesen werden. Die Stasi verhaftete ihn in dem Irrglauben, einen hochrangigen Spion der Briten geschnappt zu haben.

### U-Haft und Stasi-Folter
Zahn wurde in eines der 17 geheimen DDR-Untersuchungsgefängnisse des Ministeriums für Staatssicherheit gebracht,  das Hundekeller genannte unterirdische Untersuchungsgefängnis an der Prenzlauer Allee. Hier versuchten die Stasioffiziere sieben Monate vergeblich ihm durch Schlafentzug, Gewaltandrohung, physische Quälerei, Sensorische Deprivation und psychische Folter durch Zersetzungsmaßnahmen ein Geständnis abzupressen und ihn „umzudrehen“, um ihn in der West-Berliner Zentrale des britischen Geheimdienstes platzieren zu können. Man sperrte ihn drei Tage stehend in eine schrankartige, abgeschlossene Folterzelle, wobei ihm während der ersten zwölf Stunden die Hände an im Mauerwerk verankerten Handschellen angeschlossen wurden (Stehkarzer). Doch er konnte nichts gestehen, weil er kein Topspion war, wie die Stasi vermutete.

### Sieben Jahre Zuchthaus
Im September 1953 verurteilte ihn das Stadtgericht Berlin zu sieben Jahren Zuchthaus, weil er in einer Studentenzeitschrift einige antikommunistische Artikel veröffentlicht hatte, die angeblich zu einer „Gefährdung des Friedens des deutschen Volkes und der Welt“ geführt hätten.
Die Strafe musste Zahn in den Zuchthäusern Berlin-Rummelsburg, Brandenburg-Görden und Bautzen sowie im geheimen Haftarbeitslager X der Staatssicherheit im Sperrgebiet in Berlin-Hohenschönhausen vollständig absitzen. Im Lager X habe ein Politleiter im Range eines Majors, unterstützt von einer Gruppe „prokommunistischer“ Häftlinge um Bernhard Steinberger, großen Wert auf die Umerziehung und politische Beeinflussung der Gefangenen gelegt. Am 21. November 1960 wurde Zahn nach 2555 Tagen Haft entlassen. Während der Haftzeit hatte seine West-Berliner Freundin Suizid begangen, indem sie auf dem S-Bahnhof Jungfernheide vor einen einfahrenden Zug sprang. Zahn setzte sein Psychologiestudium an der FU Berlin fort und verfasste Aufsätze und Bücher über seine Hafterfahrungen und hielt Vorträge darüber.

### Engagement gegen kommunistische Unterwanderung im Hochschulbereich
Zahn schloss sein Studium der Psychologie an der Freien Universität Berlin ab und arbeitete dort bis 1993 als Hochschullehrer. Im Gefolge der Studentenbewegung trat er als Verteidiger der Meinungsfreiheit auf und engagierte sich im Kampf gegen die erstarkende kommunistische Studentenbewegung. Die Notgemeinschaft für eine freie Universität (NoFU) Berlin, ein Zusammenschluss konservativer Berliner Professoren, der sich dem Kampf gegen kommunistische Unterwanderungsbemühungen im Hochschulbereich verschrieben hatte, wählte ihn 1983 in ihren Vorstand. Nach der friedlichen Revolution in der DDR wurde er im Herbst 1989 zum Vorsitzenden, später zum Ehrenvorsitzenden des Bundes Freiheit der Wissenschaft in Berlin-Brandenburg gewählt.

### Vorstand des Fördervereins der Gedenkstätte Berlin-Hohenschönhausen
Zahn gehörte nach dem Sturz des SED-Regimes zu den Mitbegründern der Gedenkstätte Berlin-Hohenschönhausen und war dort  Beiratsmitglied. Er arbeitete dort u. a. von 2001 bis 2010 als Zeitzeuge in der Besucherbetreuung, führte Besuchergruppen durch die vormalige zentrale Untersuchungshaftanstalt des Ministeriums für Staatssicherheit und setzte sich in den Gremien der Stiftung für den weiteren Ausbau der Gedenkstätte ein. Von 2003 bis 2005 gehörte er dem Vorstand des Fördervereins der Gedenkstätte an. Zahn spielte 2011 in dem Theaterstück „Staatssicherheiten“ mit, worin auch er seine Haftzeit schilderte. Das nach Ideen von Lea Rosh am Hans Otto Theater in Potsdam inszenierte Stück fand auf Tourneen in vielen Städten Deutschlands große Beachtung.
Am 25. Februar 2011 wurde Zahn im Auftrag von Bundespräsident Christian Wulff das Bundesverdienstkreuz am Bande der Bundesrepublik Deutschland überreicht, um mit dieser Auszeichnung das Lebenswerk des ehemaligen DDR-Häftlings, Zeitzeugen und Förderers der Gedenkstätte Berlin-Hohenschönhausen zu ehren.
Hans-Eberhard Zahn verstarb am 29. August 2013 im Alter von 85 Jahren in Berlin-Steglitz. Er hinterließ einen Sohn und seine Frau, die wie er von 1945 bis 1950 in diversen Speziallagern inhaftiert war, u. a. auch in Hohenschönhausen.

## Schriften
- Und die einen stehen im Dunkeln. In: Frederik Hetmann: Enteignete Jahre. Junge Leute berichten von drüben. München 1961.
- Haftbedingungen und Geständnisproduktion in den Untersuchungshaftanstalten des MfS. BStU, Berlin 1997, sowie 2005, 4., durchges. Auflage
- Die DDR in ihrer reinsten Ausprägung oder: Das geheime Stasi-Haftarbeitslager, das Lager X, in: Gerbergasse 18 (2005) 10, S. 19–23
- Haftbedingungen und Geständnisproduktion in den Untersuchungshaftanstalten des MfS. BStU, Berlin 2007, 5. Auflage.
- Das Haftarbeitslager (Lager X) des Ministeriums für Staatssicherheit als Modell der Deutschen Demokratischen Republik. In: Peter Erler: Das geheime Haftarbeitslager des MfS in Berlin Hohenschönhausen (1952–1972). Fakten – Dokumente – Personen. Forschungsverbund SED-Staat, Freie Universität Berlin, November 1997.